# Elecciones locales de Hong Kong de 2019
Las elecciones del consejo de distrito de Hong Kong de 2019 se celebraron el 24 de noviembre de 2019 para los 18 consejos de distrito de componen Hong Kong. Se eligieron 452 escaños de manera directa del total de 479 escaños.
Los electores que ejercieron su derecho rozaron los 3 millones de personas, siendo una participación significativamente alta en la historia reciente hongkonesa y suponiendo el máximo histórico.
Estos comicios fueron vistos como un referéndum de facto debido al clima de la región nutrido de las protestas contra la extradición a China, ampliamente discutido por el localismo hongkonés.
Los numerosos partidos prodemocráticos del país decidieron acudir a las elecciones como una coalición llamada Campo Pro-Democracia, en contraposición de los conocidos como "partidos oficialistas", "pro-China" o "pro-Beijing" que acudieron en su propia coalición llamada Campo Pro-Pekín). Con la elevada participación, los partidos oficialistas sufrieron importantes derrotas en comparación a las elecciones de 2015, mientras que los partidos autodenominados como "pandemocráticos" vieron una mejora de sus resultados fuera de todos los precedentes.

## Sistema electoral
En la política hongkonesa los consejos distritales forman el poder local legislativo de los 18 distritos que conforman la región autónoma de Hong Kong. Las elecciones se realizan todas a la vez, eligiendo 452 de los 479 escaños que componen el total de consejos distritales de la zona. Los 27 restantes se corresponden a los representantes de los comités rurales que componían la política hongkonesa antes de la segunda ocupación británica de Hong Kong y que fueron recuperados en la legislación actual. Dichos escaños se reparten ex officio.

### Cambios en las circunscripciones
En julio de 2017 se revisó el número de escaños que correspondía a cada Consejo del Distrito en relación con su población. Así, la Comisión de Asuntos Electorales (EAC, por sus siglas en inglés) propuso crear 21 nuevos escaños para 10 distritos:
- 1 escaño nuevo - Kowloon, Yau Tsim Mong y Tsuen Wan
- 2 escaños nuevos - Sham Shui Po, Kwai Tsing y Sai Kung
- 3 escaños nuevos - Kwun Tong y Sha Tin
- 4 escaños nuevos - Yuen Long

Como consecuencia, el número total de escaños a elegir en las elecciones de 2019 se incrementó en 21, pasando de 431 totales a 452.

## Antecedentes
Estas elecciones se vieron desde un comienzo como una especie de plebiscito sobre el gobierno de Carrie Lam, que llevaba meses sufriendo una serie de grandes protestas populares por el impulso de una enmienda por parte del gobierno hongkonés para la Ley de Seguridad Nacional de Hong Kong que se estaba preparando por parte del gobierno de la República Popular China liderado por el presidente Xi Jinping.
Ante la masiva reacción contraria a la enmienda del ejecutivo hongkonés que se vivió en la región autónoma desde junio de 2019, el gobierno de Carrie Lam lejos de recular en su decisión, llegó a declarar que esas reacciones populares demostraban que esa ley era más necesaria que nunca.

## Candidatos
En la política hongkonesa los candidatos independientes, alineados o no, tienen un peso determinante en las elecciones distritales, por lo que las coaliciones optan por pactar con ellos el rumbo general de las legislaturas ya que los partidos, en especial los del Campo Pro-Democracia, no tienen tanto peso en muchas zonas como los candidatos locales.
Aun así, hay algunos partidos bastante reconocidos en el panorama político de la Región Administrativa Especial. Algunos de ellos son los siguientes.
| Candidato | Candidato | Candidato            | Partido Eje ideológico                                                 |
| --------- | --------- | -------------------- | ---------------------------------------------------------------------- |
|           |           | Wu Chi-wai           | Partido Democrático Centrismo (Socioliberalismo)                       |
|           |           | Alvin Yeung          | Partido Cívico Centro-derecha (Constitucionalismo/Socioliberalismo)    |
|           |           | Yam Kai-bong y otros | Neo Demócratas Regionalismo (Big tent) (Localismo/Populismo)           |
|           |           | Sze Tak-loy          | ADPL Centro-izquierda (Socialdemocracia)                               |
|           |           | Eddie Chu            | Equipo Chu Ecología social (Comunalismo/Democracia directa/Ecologismo) |
|           |           | Kwok Wing-kin        | Partido Laborista Centro-izquierda (Socialdemocracia/Ecologismo)       |

| Candidato | Candidato | Candidato   | Partido Eje ideológico                                                         |
| --------- | --------- | ----------- | ------------------------------------------------------------------------------ |
|           |           | Starry Lee  | DAB Centroderecha (Nacionalismo/Conservadurismo)                               |
|           |           | Ng Chau-pei | Federación de Sindicatos Izquierda/Extrema izquierda (Socialismo/Nacionalismo) |
|           |           | Felix Chung | Partido Liberal Centroderecha (Liberalismo conservador)                        |

### Descalificaciones
Joshua Wong, un reconocido activista hongkonés que obtuvo un reconocimiento internacional como líder del conocido como «Movimiento Paraguas» durante las protestas de 2014, fue vetado de participar en estas elecciones por parte de las autoridades de Hong Kong por contravenir las leyes electorales, que prohíben «defender o promover la autodeterminación». Wong, que siempre ha defendido la posibilidad de realizar un referéndum no vinculante sobre el futuro político-territorial de Hong Kong, declaró que la decisión tuvo motivaciones políticas y no legales, tal como se argumentaba.

## Resultados
|                                |                                                         | Partido Democrático                                              | 362.275   | 12,36  | 1,20  | 99         | 91  | 54  |  |  |
|                                | Partido Cívico                                          | 141.713                                                          | 4,83      | 1,21   | 36    | 32         | 20  |     |  |  |
|                                | Neo Demócratas                                          | 87.923                                                           | 3,00      | 0,08   | 20    | 19         | 7   |     |  |  |
|                                | Asociación para la Democracia y el Sustento Popular     | 77.099                                                           | 2,63      | 1,19   | 21    | 19         | 7   |     |  |  |
|                                | Poder para la Democracia                                | 69.764                                                           | 2,38      | 2,11   | 22    | 17         | 13  |     |  |  |
|                                | Equipo Chu Hoi Dick de los Nuevos Territorios del Oeste | 31.369                                                           | 1,07      | -      | 9     | 7          | 7   |     |  |  |
|                                | Partido Laborista                                       | 28.036                                                           | 0,96      | 0,60   | 7     | 7          | 4   |     |  |  |
|                                | Comunidad Sha Tin                                       | 25.509                                                           | 0,87      | -      | 6     | 5          | 1   |     |  |  |
|                                | Red Comunitaria Tuen Mun                                | 20.086                                                           | 0,69      | -      | 5     | 4          | 4   |     |  |  |
|                                | Alianza Comunal                                         | 17.635                                                           | 0,60      | -      | 5     | 4          | 3   |     |  |  |
|                                | Centro de Servicios de los Trabajadores y el Vecinadrio | 16.176                                                           | 0,55      | 0,56   | 4     | 4          | 2   |     |  |  |
|                                | Conexión Tin Shui Wai                                   | 15.998                                                           | 0,55      | -      | 4     | 4          | 4   |     |  |  |
|                                | Pasión Cívica                                           | 14.326                                                           | 0,49      | 0,28   | 5     | 2          | 2   |     |  |  |
|                                | Alianza Democrática Tai Po                              | 13.185                                                           | 0,45      | -      | 4     | 4          | 4   |     |  |  |
|                                | Marcha Comunitaria                                      | 12.100                                                           | 0,41      | -      | 5     | 5          | 5   |     |  |  |
|                                | Poder Constructivo Tsz Wan Shan                         | 10.160                                                           | 0,35      | -      | 2     | 2          | 2   |     |  |  |
|                                | Alianza Democrática                                     | 9.886                                                            | 0,34      | 0,03   | 3     | 2          | 1   |     |  |  |
|                                | Deliberación Tsuen Wan                                  | 9.516                                                            | 0,32      | -      | 3     | 2          | 1   |     |  |  |
|                                | Acción 18                                               | 9.006                                                            | 0,31      | -      | 3     | 2          | 2   |     |  |  |
|                                | Pioneros Tseung Kwan O                                  | 8.989                                                            | 0,31      | -      | 2     | 2          | 2   |     |  |  |
|                                | Liga de los Socialdemócratas                            | 8.384                                                            | 0,29      | 0,16   | 3     | 2          | 2   |     |  |  |
|                                | Comunes Sai Kung                                        | 4.677                                                            | 0,16      | -      | 2     | 2          | 2   |     |  |  |
|                                | Poder Popular                                           | 8.149                                                            | 0,28      | -      | 2     | 1          | 1   |     |  |  |
|                                | Empoderando Hong Kong                                   | 5.590                                                            | 0,19      | -      | 1     | 1          | 1   |     |  |  |
|                                | Generación Fu Sun                                       | 5.486                                                            | 0,19      | -      | 1     | 1          | 1   |     |  |  |
|                                | Grupo del Asunto Medioambiental HTTH                    | 5.389                                                            | 0,18      | -      | 1     | 1          | 1   |     |  |  |
|                                | Plano del Distrito Norte                                | 5.288                                                            | 0,18      | -      | 1     | 1          | 1   |     |  |  |
|                                | Tsing Yi People                                         | 4.727                                                            | 0,16      | -      | 1     | 1          | 1   |     |  |  |
|                                | Visión Comunitaria Sha Tin                              | 4.691                                                            | 0,16      | -      | 1     | 1          | 1   |     |  |  |
|                                | Luen Wo Unificado                                       | 4.491                                                            | 0,15      | -      | 1     | 1          | 1   |     |  |  |
|                                | Grupo del Asunto Lung Mun                               | 4.410                                                            | 0,15      | -      | 1     | 1          | 1   |     |  |  |
|                                | Frente Occidental Cheung Sha Wan                        | 4.281                                                            | 0,15      | -      | 1     | 1          | 1   |     |  |  |
|                                | Futuro Oriental Shau Kei Wan                            | 4.204                                                            | 0,14      | -      | 1     | 1          | 1   |     |  |  |
|                                | Asociación del Servicio Social del Complejo Choi Hung   | 3.523                                                            | 0,12      | -      | 1     | 1          | 1   |     |  |  |
|                                | Poder de establecimiento comunitario Cheung Sha Wan     | 3.359                                                            | 0,11      | -      | 1     | 1          | 1   |     |  |  |
|                                | Unión de San Hui                                        | 3.276                                                            | 0,11      | -      | 1     | 1          | 1   |     |  |  |
|                                | Brillante Tseung Kwan O                                 | 3.089                                                            | 0,11      | -      | 1     | 1          | 1   |     |  |  |
|                                | Red Comunitaria Tsuen Wan                               | 2.788                                                            | 0,10      | 0,01   | 1     | 1          | 1   |     |  |  |
|                                | Asociación Social de Victoria                           | 2.640                                                            | 0,09      | -      | 2     | 1          | 1   |     |  |  |
|                                | Democrátas independientes y otros                       | 604.890                                                          | 20,63     | -      | 226   | 133        | 100 |     |  |  |
| Total del Campo Pro-Democracia | Total del Campo Pro-Democracia                          | Total del Campo Pro-Democracia                                   | 1.674.083 | 57,10  | 16,90 | 515        | 388 | 265 |  |  |
|                                |                                                         | Alianza Democrática para el Bienestar y el Progreso de Hong Kong | 492.042   | 16,78  | 4,61  | 181        | 21  | 96  |  |  |
|                                | Federación de Sindicatos de Hong Kong                   | 128.796                                                          | 4,39      | 1,72   | 43    | 5          | 21  |     |  |  |
|                                | Nuevo Partido Popular                                   | 79.975                                                           | 2,73      | 2,51   | 28    | 0          | 13  |     |  |  |
|                                | Alianza Empresarial y Profesional de Hong Kong          | 66.504                                                           | 2,27      | 0,37   | 25    | 3          | 16  |     |  |  |
|                                | Partido Liberal                                         | 27.684                                                           | 0,94      | 0,80   | 11    | 5          | 3   |     |  |  |
|                                | Mesa redonda                                            | 26.055                                                           | 0,89      | -      | 12    | 2          | 5   |     |  |  |
|                                | Federación de Urbanizaciones Públicas                   | 19.495                                                           | 0,66      | 0,42   | 7     | 3          | 1   |     |  |  |
|                                | Fuerza Civil                                            | 7.164                                                            | 0,24      | -      | 3     | 0          | 2   |     |  |  |
|                                | Nueva Dinámica Kowloon Occidental                       | 3.052                                                            | 0,10      | 0,71   | 2     | 0          | 0   |     |  |  |
|                                | Federación de Hong Kong y Sindicatos Kowloon            | 1.734                                                            | 0,06      | 0,16   | 1     | 0          | 1   |     |  |  |
|                                | Independientes Pro-Pekín                                | 380.529                                                          | 12,98     | 3,70   | 185   | 23         | 85  |     |  |  |
| Total del Campo Pro-Pekín      | Total del Campo Pro-Pekín                               | Total del Campo Pro-Pekín                                        | 1.233.030 | 42,06  | 12,55 | 498        | 62  | 242 |  |  |
|                                |                                                         | Candidatos independientes no alineados y otros                   | 24.623    | 0,83   | -     | 77         | 2   | 1   |  |  |
| Total                          | Total                                                   | Total                                                            | 2.931.745 | 100.00 | -     | 1.090      | 452 | 21  |  |  |
|                                |                                                         |                                                                  |           |        |       |            |     |     |  |  |
| Total votos válidos            | Total votos válidos                                     | Total votos válidos                                              | 2.931.745 | 99,59  | -     | Elegidos   | 452 | -   |  |  |
| Votos no válidos               | Votos no válidos                                        | Votos no válidos                                                 | 12.097    | 0,41   | -     | Ex officio | 27  | -   |  |  |
| Total votos / Participación    | Total votos / Participación                             | Total votos / Participación                                      | 2.943.842 | 71,23  | 24,22 | Total      | 479 | -   |  |  |
| Votantes inscritos             | Votantes inscritos                                      | Votantes inscritos                                               | 4.132.977 | 100.00 | 32,44 |            |     |     |  |  |
| Fuente oficial                 |                                                         |                                                                  |           |        |       |            |     |     |  |  |

### Resultados por distrito
| Consejo         | Control anterior | Partido anterior | Partido anterior | Control postelectoral | Partido mayoritario | Partido mayoritario | PD | Civ | DAB | ND | ADPL | Lab | FS | Lib | Others |     | Pro-Dem | Pro-Pekín | Ex-officio | Ganancia Pro-Dem | Detallado |
| --------------- | ---------------- | ---------------- | ---------------- | --------------------- | ------------------- | ------------------- | -- | --- | --- | -- | ---- | --- | -- | --- | ------ | --- | ------- | --------- | ---------- | ---------------- | --------- |
| Central y Oeste | Pro-Pekín        | Empate           | Empate           | Pro-Democracia        |                     | Democrático         | 7  |     |     |    |      |     |    | 1   | 7      | 14  | 1       | N/A       | 14/15      | Detalle          |           |
| Wan Chai        | Pro-Pekín        |                  | DAB              | Pro-Democracia        |                     | Liberal             |    |     |     |    |      |     |    | 1   | 12     | 9   | 4       | N/A       | 9/13       | Detaille         |           |
| Este            | Pro-Pekín        |                  | DAB              | Pro-Democracia        |                     | Cívico              | 4  | 5   | 1   |    |      | 2   | 1  | 1   | 21     | 32  | 3       | N/A       | 32/35      | Detalle          |           |
| Sur             | Pro-Pekín        |                  | Democrático      | Pro-Democracia        |                     | Democrático         | 7  | 1   |     |    |      |     |    | 1   | 8      | 15  | 2       | N/A       | 15/17      | Detalle          |           |
| Yau Tsim Mong   | Pro-Pekín        |                  | DAB              | Pro-Democracia        |                     | Marcha Comunitaria  | 4  | 1   | 1   |    |      |     |    |     | 14     | 17  | 3       | N/A       | 17/20      | Detalle          |           |
| Sham Shui Po    | No alineado      |                  | ADPL             | Pro-Democracia        |                     | ADPL                | 2  | 4   | 2   |    | 11   |     |    |     | 6      | 22  | 2       | N/A       | 22/25      | Detalle          |           |
| Kowloon         | Pro-Pekín        |                  | DAB              | Pro-Democracia        |                     | Democrático         | 10 |     | 4   |    |      |     |    | 1   | 10     | 15  | 10      | N/A       | 15/25      | Detalle          |           |
| Wong Tai Sin    | Pro-Pekín        |                  | DAB              | Pro-Democracia        |                     | Democrático         | 6  | 2   |     |    | 3    |     |    |     | 14     | 25  | 0       | N/A       | 25/25      | Detalle          |           |
| Kwun Tong       | Pro-Pekín        |                  | DAB              | Pro-Democracia        |                     | Democrático         | 9  | 4   | 6   |    |      |     | 1  |     | 20     | 28  | 12      | N/A       | 28/40      | Detalle          |           |
| Tsuen Wan       | Pro-Pekín        |                  | DAB              | Pro-Democracia        |                     | Cívico              | 3  | 3   |     | 2  |      | 1   | 1  |     | 9      | 16  | 2       | 2         | 16/21      | Detalle          |           |
| Tuen Mun        | Pro-Pekín        |                  | DAB              | Pro-Democracia        |                     | Democrático         | 8  |     | 1   |    | 5    | 2   | 1  |     | 15     | 28  | 3       | 1         | 28/32      | Detalle          |           |
| Yuen Long       | Pro-Pekín        |                  | DAB              | Pro-Democracia        |                     | Democrático         | 7  |     |     |    |      |     |    |     | 32     | 33  | 6       | 6         | 33/45      | Detalle          |           |
| Norte           | Pro-Pekín        |                  | DAB              | Pro-Democracia        |                     | Democrático         | 5  |     | 1   | 3  |      |     | 1  |     | 9      | 15  | 3       | 4         | 15/22      | Detalle          |           |
| Tai Po          | Pro-Pekín        |                  | DAB              | Pro-Democracia        |                     | Neo Demócratas      |    |     |     | 4  |      |     |    |     | 15     | 19  | 0       | 2         | 19/21      | Detalle          |           |
| Sai Kung        | Pro-Pekín        |                  | DAB              | Pro-Democracia        |                     | Neo Demócratas      |    |     |     | 9  |      | 1   |    |     | 19     | 26  | 3       | 2         | 26/31      | Detalle          |           |
| Sha Tin         | Pro-Pekín        |                  | NPP              | Pro-Democracia        |                     | Cívico              | 6  | 7   | 1   | 1  |      | 1   |    |     | 25     | 40  | 1       | 1         | 40/42      | Detalle          |           |
| Kwai Tsing      | Pro-Pekín        |                  | DAB              | Pro-Democracia        |                     | Democrático         | 12 | 3   | 3   |    |      |     |    |     | 13     | 27  | 4       | 1         | 27/32      | Detalle          |           |
| Islas           | Pro-Pekín        |                  | DAB              | Pro-Pekín             |                     | Cívico              | 1  | 2   | 1   |    |      |     |    |     | 6      | 7   | 3       | 8         | 7/18       | Detalle          |           |
| TOTAL           | TOTAL            | TOTAL            | TOTAL            | TOTAL                 | TOTAL               | TOTAL               | 91 | 32  | 21  | 19 | 19   | 7   | 5  | 5   | 253    | 388 | 62      | 27        | 388/452    |                  |           |

### Comparación porcentual entre votos y escaños

Resultados de cada distrito según el partido político mayoritario.

| \| Voto ciudadano \| Voto ciudadano \| Voto ciudadano \| Voto ciudadano \| Voto ciudadano \| \| -------------- \| -------------- \| -------------- \| -------------- \| -------------- \| \| Partido \| Partido \| \| Porcentaje \| Porcentaje \| \| DAB \| DAB \| \| 16.78 % \| 16.78 % \| \| Democrático \| Democrático \| \| 12.36 % \| 12.36 % \| \| Cívico \| Cívico \| \| 4.83 % \| 4.83 % \| \| FS \| FS \| \| 4.39 % \| 4.39 % \| \| Neo Demócratas \| Neo Demócratas \| \| 3.00 % \| 3.00 % \| \| NPP \| NPP \| \| 2.73 % \| 2.73 % \| \| ADSP \| ADSP \| \| 2.63 % \| 2.63 % \| \| BPA \| BPA \| \| 2.27 % \| 2.27 % \| \| Laborista \| Laborista \| \| 0.96 % \| 0.96 % \| \| Liberal \| Liberal \| \| 0.94 % \| 0.94 % \| |                |  |            |            |
| Voto ciudadano |                |  |            |            |
| Partido | Partido        |  | Porcentaje | Porcentaje |
| DAB | DAB            |  | 16.78 %    | 16.78 %    |
| Democrático | Democrático    |  | 12.36 %    | 12.36 %    |
| Cívico | Cívico         |  | 4.83 %     | 4.83 %     |
| FS | FS             |  | 4.39 %     | 4.39 %     |
| Neo Demócratas | Neo Demócratas |  | 3.00 %     | 3.00 %     |
| NPP | NPP            |  | 2.73 %     | 2.73 %     |
| ADSP | ADSP           |  | 2.63 %     | 2.63 %     |
| BPA | BPA            |  | 2.27 %     | 2.27 %     |
| Laborista | Laborista      |  | 0.96 %     | 0.96 %     |
| Liberal | Liberal        |  | 0.94 %     | 0.94 %     |

| \| Escaños \| Escaños \| Escaños \| Escaños \| Escaños \| \| -------------- \| -------------- \| ------- \| ---------- \| ---------- \| \| Partido \| Partido \| \| Porcentaje \| Porcentaje \| \| Democrático \| Democrático \| \| 20.13 % \| 20.13 % \| \| Cívico \| Cívico \| \| 7.08 % \| 7.08 % \| \| DAB \| DAB \| \| 4.65 % \| 4.65 % \| \| Neo Demócratas \| Neo Demócratas \| \| 4.20 % \| 4.20 % \| \| ADSP \| ADSP \| \| 4.20 % \| 4.20 % \| \| Laborista \| Laborista \| \| 1.55 % \| 1.55 % \| \| FS \| FS \| \| 1.11 % \| 1.11 % \| \| BPA \| BPA \| \| 1.11 % \| 1.11 % \| \| NPP \| NPP \| \| 0.66 % \| 0.66 % \| \| Liberal \| Liberal \| \| 0.00 % \| 0.00 % \| |                |  |            |            |
| Escaños |                |  |            |            |
| Partido | Partido        |  | Porcentaje | Porcentaje |
| Democrático | Democrático    |  | 20.13 %    | 20.13 %    |
| Cívico | Cívico         |  | 7.08 %     | 7.08 %     |
| DAB | DAB            |  | 4.65 %     | 4.65 %     |
| Neo Demócratas | Neo Demócratas |  | 4.20 %     | 4.20 %     |
| ADSP | ADSP           |  | 4.20 %     | 4.20 %     |
| Laborista | Laborista      |  | 1.55 %     | 1.55 %     |
| FS | FS             |  | 1.11 %     | 1.11 %     |
| BPA | BPA            |  | 1.11 %     | 1.11 %     |
| NPP | NPP            |  | 0.66 %     | 0.66 %     |
| Liberal | Liberal        |  | 0.00 %     | 0.00 %     |

## Tras las elecciones
Los resultados a los consejos distritales hongkoneses, órganos de escaso poder político y tradicionalmente controlados por partidos afines a Pekín, demostraron el masivo cambio social que se venía escuchando como un clamor a raíz de las protestas sociales.
Carrie Lam dio un discurso tras las elecciones en el que finalmente admitía que existía un enfrentamiento social en Hong Kong. Por su parte, las autoridades delegadas del gobierno popular chino minimizaron el peso de estos resultados al tiempo que el ministro de exteriores, Wang Yi, reiteraba el apoyo oficial a Carrie Lam y recordaba que «cualquier intento por socavar la estabilidad o incluso la prosperidad de Hong Kong acabará en fracaso».